# Rosa californica
Rosa californica, die Kalifornische Hecken-Rose, wird als Gruppe nah verwandter Arten angesehen.
Sie wachsen wild im Westen der USA, von Oregon bis Niederkalifornien auch an trockenen und kalten Standorten.

## Beschreibung
Es sind Sträucher, die durch „Wurzelschösslinge“ oft ein Dickicht stark bewehrter Zweige ausbilden und Wuchshöhen von bis zu 2 Metern erreichen und sich dann über mehrere Quadratmeter ausdehnen.
Die leicht duftenden, dunkelrosafarbenen Blüten haben einen Durchmesser von 4 cm und erscheinen im Juni sehr reich und blühen dann vereinzelt nach, sodass am gleichen Exemplar Blüten und Hagebutten zu beobachten sind. Die Hagebutten sind rot und rundlich mit einem Durchmesser von etwa 1 Zentimeter.

## Nutzung
Bis auf vereinzelten Befall mit Sternrußtau gilt Rosa californica als sehr widerstandsfähig.